# División de Honor de waterpolo 2017-18
La División de Honor de waterpolo masculino 2017-18, conocida por motivos de patrocinio como Liga PREMAAT, fue la 53.ª edición de la máxima categoría masculina de waterpolo. El torneo fue organizado por la Real Federación Española de Natación. El Atlètic Barceloneta es el vigente campeón.

## Sistema de competición
La competición consta de dos fases: la primera, la liga regular que se compone de 12 equipos repartidos por toda la geografía española. Siguiendo un sistema de liga, los 12 clubes se enfrentaran todos contra todos en dos ocasiones, una en piscina propia y otra en piscina contraria, contabilizando 22 jornadas en total.
La clasificación final se establece teniendo en cuenta los puntos obtenidos en cada enfrentamiento, a razón de tres por partido ganado, uno por empate y ninguno en caso de derrota. Si al finalizar el campeonato dos equipos igualan a puntos, los mecanismos para desempatar la clasificación son los siguientes:
- Mejor clasificado el equipo que haya sumado más puntos en los encuentros disputados entre ellos.
- Mejor clasificado el equipo que tenga una mayor diferencia de goles en los encuentros disputados entre ellos.
- Mejor clasificado el equipo que haya marcado un número mayor de goles en los partidos jugados entre ellos
- Mejor clasificado el equipo que tenga mayor diferencia de goles en el cómputo general.
- Mejor clasificado el equipo que haya marcado mayor número de goles.
- En el caso de persistir el empate, y sólo en el supuesto de que sea necesario para la clasificación para una competición posterior, tanto nacional como internacional, se realizará un nuevo partido de desempate.

Si el empate persiste entre dos o más clubes:
- En el momento que siguiendo el orden de desempate anterior entre dos equipos se establezca una clasificación esta sería la definitiva. Si una vez establecida dicha clasificación dos equipos permanecen empatados, se aplicará la normativa de desempates entre dos equipos para resolverlo.

Al finalizar esta primera fase, se realizará la segunda y última que consiste en realizar un play-off. Los 8 primeros de la tabla se medirán al mejor de tres partidos, siendo el tercer partido el del desempate, si es necesario. Quien gane el play-off será el campeón de la División de Honor.

## Equipos participantes

### Equipos por comunidad autónoma
| N.º | Comunidad autónoma  | Equipos |
| --- | ------------------- | --- |
| 9   | Cataluña            | C.N. Terrasa, C.N. Sabadell, C.N. Catalunya, C.N. Mataró Quadis, C.N. Barcelona, Atlètic Barceloneta, C.N. Sant Andreu, C.E. Mediterrani y C.N. Molins del Rei. |
| 1   | Islas Canarias      | C.N. Tenerife Echeyde |
| 1   | Comunidad de Madrid | Real Canoe N.C |
| 1   | Navarra             | C.N. Waterpolo Navarra |

### Ascensos y descensos
En total serán 12 clubes quienes disputarán la liga. La disputarán los 10 primeros clasificados de la División de Honor 2016-17, el primer clasificado de la Primera División y el ganador de una promoción a tal efecto disputada entre el penúltimo de esta categoría y el segundo de la Primera División 2016-17.
| Pos. | Descendidos de División de Honor |
| ---- | -------------------------------- |
| 12.º | C.N Rubí                         |

| Pos. | Ascendidos de Primera División |
| ---- | ------------------------------ |
| 1.º  | C.N. Tenerife Echeyde          |

## Arbitraje
Los árbitros de cada partido serán designados por una comisión creada para tal objetivo e integrada por representantes de la RFEN y el CNA. En la temporada 2017-18, los colegiados de la categoría son los siguientes:
- Jordi Aymerich Miñarro
- Francesc Xavier Buch Juanola
- Eduard Caner Espinosa
- Roberto Cerezo Crespo
- Juan Carlos Colominas Ezponda
- Sergio Galindo Moreno
- David Gómez Pordomingo
- Sergio Gómez Vivancos
- Xavier Guardia Marsal
- Joaquín Illescas Rodríguez
- Ernest Iñesta Peralta
- Oriol Jaumandreu Sellares
- Sergio Jiménez Turnes
- Borja Marcos Rodero
- Carlos Ortega Carreras
- Álex Ortega Pacheco
- Pau Segurana Ferre
- Antonio Suárez Medina
- José María Teule Barreda
- Jaume Teixido Bermúdez
- Raúl Torres Pérez
- Dario Miodrag Trojan Bucic
- Juan José Verdejo Domingo

## Liga regular

### Clasificación
| Pos. | Equipo                     | Pts. | PJ | G | E | P | GF  | GC  | Dif. | Clasificación o descenso |
| ---- | -------------------------- | ---- | -- | - | - | - | --- | --- | ---- | ------------------------ |
| 1    | C.N. Atletic-Barceloneta   | 27   | 9  | 9 | 0 | 0 | 129 | 40  | +89  | Copa del Rey             |
| 2    | C.N. Terrasa               | 22   | 9  | 7 | 1 | 1 | 83  | 63  | +20  | Copa del Rey             |
| 3    | Astralpool Sabadell        | 21   | 9  | 7 | 0 | 2 | 95  | 57  | +38  | Copa del Rey             |
| 4    | C.N. Mataró                | 17   | 9  | 5 | 2 | 2 | 92  | 58  | +34  | Copa del Rey             |
| 5    | C.E. Mediterrani           | 14   | 9  | 4 | 2 | 3 | 74  | 69  | +5   | Copa del Rey             |
| 6    | C.N Barcelona              | 13   | 9  | 4 | 1 | 4 | 70  | 57  | +13  | Copa del Rey             |
| 7    | C.N. Sant Andreu           | 13   | 9  | 4 | 1 | 4 | 82  | 79  | +3   | Copa del Rey             |
| 8    | Real Canoe N.C.            | 10   | 9  | 3 | 1 | 5 | 80  | 92  | −12  | Copa del Rey             |
| 9    | C.N. Catalunya             | 9    | 9  | 3 | 0 | 6 | 64  | 94  | −30  |                          |
| 10   | C.D. Waterpolo Navarra     | 7    | 9  | 2 | 1 | 6 | 64  | 108 | −44  |                          |
| 11   | Automotor Canarias Echeyde | 2    | 9  | 0 | 2 | 7 | 54  | 109 | −55  | Play-off de permanencia  |
| 12   | C.N. Molins de Rei         | 1    | 9  | 0 | 1 | 8 | 66  | 127 | −61  | Descenso de categoría    |

Actualizado a los partidos jugados el 13 de diciembre de 2017.
 Fuente: RFEN
Criterios de clasificación: 
Puntos · Enfrentamientos directos · Diferencia de goles · Goles a favor · Play-off.

### Resultados
| C.N. Tenerife Echeyde | 10 - 10 | CN Molins de Rei   | Piscina Municipal Acidalio Lorenzo        | 7 de octubre | 12:00 | Ernest Iñesta Peralta Joaquín Illescas Rodríguez |
| Atlètic Barceloneta   | 8 - 7   | C.N. Barcelona     | Piscina Club Natación Atlètic Barceloneta | 7 de octubre | 12:45 | Antonio Esteller Serrahima Nil Martín García     |
| Real Canoe N.C        | 7 - 7   | C.E. Mediterrani   | Piscina Real Canoe Natación Club          | 7 de octubre | 13:15 | Pau Segurana Ferre Borja Marcos Rodero           |
| C.N. Terrasa          | 12 - 7  | C.N. Catalunya     | Piscina Club Natación Terrassa            | 7 de octubre | 18:00 | Dario Miodrag Trojan Bucic Antonio Suárez Medina |
| C.N. Sant Andreu      | 8 - 7   | C.N. Mataró Quadis | Piscina Club Natación Sant Andreu         | 7 de octubre | 18:00 | Sergio Gómez Vivancos Xavier Guardia Marsal      |
| Waterpolo Navarra     | 4 - 16  | C.N. Sabadell      | Ciudad Deportiva Amaya                    | 7 de octubre | 19:30 | Raúl Torres Pérez Jordi Aymerich Miñarro         |

| C.N. Sabadell      | 9 - 7  | Real Canoe N.C        | Piscina Club Natación Sabadell      | 11 de octubre | 18:00 | Carlos Ortega Carreras Ernest Iñesta Peralta         |
| C.N. Barcelona     | 7 - 3  | C.N. Sant Andreu      | Piscina Club Natación Barcelona     | 14 de octubre | 13:00 | Oriol Jaumandreu Sellares Dario Miodrag Trojan Bucic |
| C.N. Catalunya     | 6 - 8  | Waterpolo Navarra     | Piscina Sant Jordi                  | 14 de octubre | 18:00 | Xavier Guardia Marsal Sergio Gómez Vivancos          |
| CN Molins de Rei   | 4 - 15 | Atlètic Barceloneta   | Piscina Club Natación Molins de Rei | 14 de octubre | 18:00 | David Gómez Pordomingo José María Teule Barreda      |
| C.E. Mediterrani   | 8 - 5  | C.N. Tenerife Echeyde | Piscina Josep Valles                | 14 de octubre | 18:00 | Álex Ortega Pacheco Roberto Cerezo Crespo            |
| C.N. Mataró Quadis | 7 - 7  | C.N. Terrasa          | Piscina Joan Serra                  | 18 de octubre | 17:00 | Sergio Galindo Moreno Sergio Jiménez Turnes          |

| C.N. Tenerife Echeyde | 3 - 16  | C.N. Sabadell      | Piscina Municipal Acidalio Lorenzo          | 21 de octubre | 12:00 | Juan Carlos Colominas Ezponda Xavier Guardia Marsal    |
| Atlètic Barceloneta   | 15 - 2  | C.E. Mediterrani   | Centro Deportivo Municipal de Sant Sebastià | 21 de octubre | 12:45 | Francesc Xavier Buch Juanola Oriol Jaumandreu Sellares |
| C.N. Terrasa          | 9 - 7   | C.N. Barcelona     | Piscina Club Natación Terrasa               | 21 de octubre | 18:00 | Pau Segurana Ferrec Joaquín Illescas Rodríguez         |
| C.N. Sant Andreu      | 14 - 10 | CN Molins de Rei   | Piscina Pere Serrat                         | 21 de octubre | 18:00 | Carlos Ortega Carreras Raúl Torres Pérez               |
| Waterpolo Navarra     | 11 - 13 | Real Canoe N.C     | Ciudad Deportiva Amaya                      | 21 de octubre | 19:30 | David Gómez Pordomingo Juan José Verdejo Domingo       |
| C.N. Catalunya        | 4 - 12  | C.N. Mataró Quadis | Piscina Sant Jordi                          | 25 de octubre | 20:45 | Eduard Caner Espinosa Jordi Aymerich Miñarro           |

| C.E. Mediterrani   | 10 - 10 | C.N. Sant Andreu      | Piscina Josep Valles                | 28 de octubre | 12:00 | Ernest Iñesta Peralta Sergio Galindo Moreno          |
| C.N. Mataró Quadis | 12 - 5  | Waterpolo Navarra     | Piscina Joan Serra                  | 28 de octubre | 12:45 | Oriol Jaumandreu Sellares Joaquín Illescas Rodríguez |
| C.N. Sabadell      | 7 - 8   | Atlètic Barceloneta   | Piscina Carles Ibars                | 28 de octubre | 13:00 | Jaume Teixido Bermúdez Pau Segurana Ferre            |
| C.N. Barcelona     | 13 - 5  | C.N. Catalunya        | Piscina Nova Escullera              | 28 de octubre | 13:30 | José María Teule Barreda Raúl Torres Pérez           |
| Real Canoe N.C     | 12 - 6  | C.N. Tenerife Echeyde | Piscina Real Canoe Natación Club    | 28 de octubre | 17:00 | Francesc Xavier Buch Juanola Sergio Jiménez Turnes   |
| CN Molins de Rei   | 8 - 13  | C.N. Terrasa          | Piscina Club Natación Molins de Rei | 28 de octubre | 18:00 | Álex Ortega Pacheco Juan Carlos Colominas Ezponda    |

| Atlètic Barceloneta | 18 - 7 | Real Canoe N.C        | Centro Deportivo Municipal de Sant Sebastià | 4 de noviembre | 12:45 | Dario Miodrag Trojan Bucic Jordi Aymerich Miñarro |
| C.N. Mataró Quadis  | 6 - 6  | C.N. Barcelona        | Piscina Joan Serra                          | 4 de noviembre | 13:00 | Álex Ortega Pacheco Carlos Ortega Carreras        |
| C.N. Catalunya      | 8 - 3  | CN Molins de Rei      | Piscina Sant Jordi                          | 4 de noviembre | 18:00 | Oriol Jaumandreu Sellares Sergio Jiménez Turnes   |
| C.N. Terrasa        | 8 - 4  | C.E. Mediterrani      | Piscina Club Natación Terrasa               | 4 de noviembre | 18:00 | José María Teule Barreda Sergio Gómez Vivancos    |
| C.N. Sant Andreu    | 9 - 12 | C.N. Sabadell         | Piscina Pere Serrat                         | 4 de noviembre | 18:00 | David Gómez Pordomingo Roberto Cerezo Crespo      |
| Waterpolo Navarra   | 9 - 9  | C.N. Tenerife Echeyde | Ciudad Deportiva Amaya                      | 5 de noviembre | 12:30 | Sergio Galindo Moreno Pau Segurana Ferre          |

| C.E. Mediterrani      | 15 - 7 | C.N. Catalunya      | Piscina Josep Valles                | 11 de noviembre | 12:00 | Roberto Cerezo Crespo Pau Segurana Ferre            |
| C.N. Tenerife Echeyde | 1 - 22 | Atlètic Barceloneta | Piscina Municipal Acidalio Lorenzo  | 11 de noviembre | 12:00 | Álex Ortega Pacheco José María Teule Barreda        |
| C.N. Sabadell         | 5 - 7  | C.N. Terrasa        | Piscina Carles Ibars                | 11 de noviembre | 12:45 | Carlos Ortega Carreras Ernest Iñesta Peralta        |
| Real Canoe N.C        | 6 - 5  | C.N. Sant Andreu    | Piscina Real Canoe Natación Club    | 11 de noviembre | 13:15 | Juan Carlos Colominas Ezponda Eduard Caner Espinosa |
| C.N. Barcelona        | 9 - 6  | Waterpolo Navarra   | Piscina Nova Escullera              | 11 de noviembre | 13:30 | Sergio Gómez Vivancos Juan José Verdejo Domingo     |
| C.N. Molins de Rei    | 5 - 23 | C.N. Mataró Quadis  | Piscina Club Natación Molins de Rei | 11 de noviembre | 18:00 | Xavier Guardia Marsal Dario Miodrag Trojan Bucic    |

| C.N. Mataró Quadis | 6 - 4  | C.E. Mediterrani      | Piscina Joan Serra                  | 25 de noviembre | 12:45 | Francesc Xavier Buch Juanola Raúl Torres Pérez       |
| C.N. Sant Andreu   | 13 - 7 | C.N. Tenerife Echeyde | Piscina Pere Serrat                 | 25 de noviembre | 16:30 | Jaume Teixido Bermúdez Sergio Gómez Vivancos         |
| C.N. Catalunya     | 7 - 14 | C.N. Sabadell         | Piscina Sant Jordi                  | 25 de noviembre | 18:00 | Sergio Galindo Moreno Joaquín Illescas Rodríguez     |
| C.N. Terrasa       | 14 - 9 | Real Canoe N.C        | Piscina Club Natación Terrassa      | 25 de noviembre | 18:00 | Álex Ortega Pacheco Sergio Jiménez Turnes            |
| C.N. Molins de Rei | 7 - 14 | C.N. Barcelona        | Piscina Club Natación Molins de Rei | 25 de noviembre | 18:00 | Juan Carlos Colominas Ezponda Jordi Aymerich Miñarro |
| Waterpolo Navarra  | 1 - 20 | Atlètic Barceloneta   | Ciudad Deportiva Amaya              | 25 de noviembre | 19:30 | Eduard Caner Espinosa Roberto Cerezo Crespo          |

| C.E. Mediterrani         | 7 - 3   | C.N. Barcelona     | Piscina Josep Valles                        | 2 de diciembre | 12:00 | Sergio Jiménez Turnes Joaquín Illescas Rodríguez    |
| C.N. Tenerife Echeyde    | 6 - 10  | C.N. Terrasa       | Pisccina Municipal Acidalio Lorenzo         | 2 de diciembre | 12:00 | Raúl Torres Pérez Roberto Cerezo Crespo             |
| C.N. Sabadell            | 10 - 8  | C.N. Mataró Quadis | Piscina Carles Ibars                        | 2 de diciembre | 12:45 | José María Teule Barreda Juan José Verdejo Domingo  |
| C.N. Atlètic Barceloneta | 13 - 8  | C.N. Sant Andreu   | Centro Deportivo Municipal de Sant Sebastià | 2 de diciembre | 12:45 | Sergio Galindo Moreno Pau Segurana Ferre            |
| Real Canoe N.C           | 10 - 11 | C.N. Catalunya     | Piscina Real Canoe Natación Club            | 2 de diciembre | 13:15 | Jordi Aymerich Miñarro Dario Miodrag Trojan Bucic   |
| CN Molins de Rei         | 11 - 13 | Waterpolo Navarra  | Piscina Club Natación Sant Andreu           | 2 de diciembre | 16:30 | Francesc Xavier Buch Juanola David Gómez Pordomingo |

| C.N. Terrasa       | 3 - 10 | C.N. Atlètic Barceloneta | Piscina Club Natación Terrassa      | 5 de diciembre | 20:00 | Jaume Teixido Bermúdez Ernest Iñesta Peralta        |
| C.N. Barcelona     | 4 - 6  | C.N. Sabadell            | Piscina Nova Escullera              | 9 de diciembre | 12:45 | Francesc Xavier Buch Juanola Pau Segurana Ferre     |
| C.N. Mataró Quadis | 11 - 9 | Real Canoe N.C           | Piscina Joan Serra                  | 9 de diciembre | 13:00 | Sergio Galindo Moreno Eduard Caner Espinosa         |
| C.N. Catalunya     | 9 - 7  | C.N. Tenerife Echeyde    | Piscina Sant Jordi                  | 9 de diciembre | 16:30 | David Gómez Pordomingo Oriol Jaumandreu Sellares    |
| C.N. Molins de Rei | 8 - 17 | C.E. Mediterrani         | Piscina Club Natación Molins de Rei | 9 de diciembre | 18:00 | Sergio Gómez Vivancos Juan José Verdejo Domingo     |
| Waterpolo Navarra  | 7 - 12 | C.N. Sant Andreu         | Ciudad Deportiva Amaya              | 9 de diciembre | 19:30 | Juan Carlos Colominas Ezponda Xavier Guardia Marsal |

| C.N. Tenerife Echeyde    | 6 - 11 | C.N. Mataró Quadis | Piscina Municipal Acidalio Lorenzo          | 16 de diciembre | 12:00 | Francesc Xavier Buch Juanola Pau Segurana Ferre     |
| C.N. Sabadell            | 18 - 2 | C.N. Molins de Rei | Piscina Carles Ibars                        | 16 de diciembre | 12:45 | Jordi Aymerich Miñarro Xavier Guardia Marsal        |
| C.N. Atlétic Barceloneta | 16 - 3 | C.N. Catalunya     | Centro Deportivo Municipal de Sant Sebastià | 16 de diciembre | 12:45 | Juan Carlos Colominas Ezponda Sergio Jiménez Turnes |
| Real Canoe N.C           | 9 - 15 | C.N. Barcelona     | Piscina Real Canoe N.C.                     | 16 de diciembre | 13:15 | Oriol Jaumandreu Sellares Roberto Cerezo Crespo     |
| C.N. Sant Andreu         | 7 - 8  | C.N. Terrasa       | Piscina Pere Serrat                         | 16 de diciembre | 19:15 | David Gómez Pordomingo Juan José Verdejo Domingo    |
| Waterpolo Navarra        | 6 - 11 | C.E. Mediterrani   | Ciudad Deportiva Amaya                      | 16 de diciembre | 19:30 | Jaume Teixido Bermúdez Carlos Ortega Carreras       |

| C.E. Mediterrani   | - | C.N. Sabadell            | Pisc. | 23 de diciembre | 12:00 | Ar. |
| C.N. Mataró Quadis | - | C.N. Atlètic Barceloneta | Pisc. | 23 de diciembre | 12:45 | Ar. |
| C.N. Barcelona     | - | C.N. Tenerife Echeyde    | Pisc. | 23 de diciembre | 13:30 | Ar. |
| C.N. Molins de Rei | - | Real Canoe N.C           | Pisc. | 23 de diciembre | 18:00 | Ar. |
| C.N. Catalunya     | - | C.N. Sant Andreu         | Pisc. | 23 de diciembre | 18:00 | Ar. |
| C.N. Terrasa       | - | Waterpolo Navarra        | Pisc. | 23 de diciembre | 18:00 | Ar. |

| C.N. Barcelona     | - | C.N. Atlètic Barceloneta | Pisc.       | 9 de enero | 20:45 | Ar. |
| C.E. Mediterrani   | - | Real Canoe N.C           | 13 de enero | Pisc.      | 12:00 | Ar. |
| C.N. Mataró Quadis | - | C.N. Sant Andreu         | 13 de enero | Pisc.      | 12:45 | Ar. |
| C.N. Sabadell      | - | Waterpolo Navarra        | 13 de enero | Pisc.      | 12:45 | Ar. |
| C.N. Molins de Rei | - | C.N. Tenerife Echeyde    | 13 de enero | Pisc.      | 16:30 | Ar. |
| C.N. Catalunya     | - | C.N. Terrasa             | 13 de enero | Pisc.      | 18:00 | Ar. |

| C.N. Tenerife Echeyde | - | C.E. Mediterrani   | 20 de enero | Pisc. | 12:00 | Ar. |
| Atlètic Barceloneta   | - | C.N. Molins de Rei | 20 de enero | Pisc. | 12:45 | Ar. |
| Real Canoe N.C        | - | C.N. Sabadell      | 20 de enero | Pisc. | 13:15 | Ar. |
| C.N. Terrasa          | - | C.N. Mataró Quadis | 20 de enero | Pisc. | 18:00 | Ar. |
| C.N. Sant Andreu      | - | C.N. Barcelona     | 20 de enero | Pisc. | 19:15 | Ar. |
| Waterpolo Navarra     | - | C.N. Catalunya     | 20 de enero | Pisc. | 19:30 | Ar. |

| C.E. Mediterrani   | - | Atlètic Barceloneta   | 27 de enero | Pisc. | 12:00 | Ar. |
| C.N. Mataró Quadis | - | C.N. Catalunya        | 27 de enero | Pisc. | 12:45 | Ar. |
| Real Canoe N.C     | - | Waterpolo Navarra     | 27 de enero | Pisc. | 13:15 | Ar. |
| C.N. Barcelona     | - | C.N. Terrasa          | 27 de enero | Pisc. | 13:30 | Ar. |
| C.N. Sabadell      | - | C.N. Tenerife Echeyde | 27 de enero | Pisc. | 16:30 | Ar. |
| C.N. Molins de Rei | - | C.N. Sant Andreu      | 27 de enero | Pisc. | 16:30 | Ar. |

| Atlètic Barceloneta   | - | C.N. Sabadell      | 10 de febrero | Pisc. | 12:45 | Ar. |
| C.N. Catalunya        | - | C.N. Barcelona     | 10 de febrero | Pisc. | 18:00 | Ar. |
| C.N. Terrasa          | - | C.N. Molins de Rei | 10 de febrero | Pisc. | 18:00 | Ar. |
| C.N. Tenerife Echeyde | - | Real Canoe N.C     | 10 de febrero | Pisc. | 18:00 | Ar. |
| C.N. Sant Andreu      | - | C.E. Mediterrani   | 10 de febrero | Pisc. | 19:15 | Ar. |
| Waterpolo Navarra     | - | C.N. Mataró Quadis | 10 de febrero | Pisc. | 19:30 | Ar. |

| C.E. Mediterrani      | - | C.N. Terrasa        | 24 de febrero | Pisc. | 12:00 | Ar. |
| C.N. Tenerife Echeyde | - | Waterpolo Navarra   | 24 de febrero | Pisc. | 12:00 | Ar. |
| C.N. Sabadell         | - | C.N. Sant Andreu    | 24 de febrero | Pisc. | 12:45 | Ar. |
| Real Canoe N.C        | - | Atlètic Barceloneta | 24 de febrero | Pisc. | 13:15 | Ar. |
| C.N. Barcelona        | - | C.N. Mataró Quadis  | 24 de febrero | Pisc. | 13:30 | Ar. |
| C.N. Molins de Rei    | - | C.N. Catalunya      | 24 de febrero | Pisc. | 18:00 | Ar. |

| C.N. Mataró Quadis  | - | C.N. Molins de Rei    | 3 de marzo | Pisc. | 12:45 | Ar. |
| Atlètic Barceloneta | - | C.N. Tenerife Echeyde | 3 de marzo | Pisc. | 16:30 | Ar. |
| C.N. Catalunya      | - | C.E. Mediterrani      | 3 de marzo | Pisc. | 18:00 | Ar. |
| C.N. Terrasa        | - | C.N. Sabadell         | 3 de marzo | Pisc. | 18:00 | Ar. |
| C.N. Sant Andreu    | - | Real Canoe N.C        | 3 de marzo | Pisc. | 18:00 | Ar. |
| Waterpolo Navarra   | - | C.N. Barcelona        | 3 de marzo | Pisc. | 19:30 | Ar. |

| C.E. Mediterrani      | - | C.N. Mataró Quadis | 10 de marzo | Pisc. | 12:00 | Ar. |
| C.N. Tenerife Echeyde | - | C.N. Sant Andreu   | 10 de marzo | Pisc. | 12:00 | Ar. |
| C.N. Sabadell         | - | C.N. Catalunya     | 10 de marzo | Pisc. | 12:45 | Ar. |
| Atlètic Barceloneta   | - | Waterpolo Navarra  | 10 de marzo | Pisc. | 12:45 | Ar. |
| Real Canoe N.C        | - | C.N. Terrasa       | 10 de marzo | Pisc. | 13:15 | Ar. |
| C.N. Barcelona        | - | C.N. Molins de Rei | 10 de marzo | Pisc. | 13:30 | Ar. |

| C.N. Mataró Quadis | - | C.N. Sabadell         | 17 de marzo | Pisc. | 12:45 | Ar. |
| C.N. Barcelona     | - | C.E. Mediterrani      | 17 de marzo | Pisc. | 13:30 | Ar. |
| C.N. Terrasa       | - | C.N. Tenerife Echeyde | 17 de marzo | Pisc. | 16:30 | Ar. |
| C.N. Catalunya     | - | Real Canoe N.C        | 17 de marzo | Pisc. | 18:00 | Ar. |
| C.N. Sant Andreu   | - | Atlètic Barceloneta   | 17 de marzo | Pisc. | 19:15 | Ar. |
| Waterpolo Navarra  | - | C.N. Molins de Rei    | 17 de marzo | Pisc. | 19:15 | Ar. |

| C.E. Mediterrani      | - | C.N. Molins de Rei | 24 de marzo | Pisc. | 12:00 | Ar. |
| C.N. Tenerife Echeyde | - | C.N. Catalunya     | 24 de marzo | Pisc. | 12:00 | Ar. |
| C.N. Sabadell         | - | C.N. Barcelona     | 24 de marzo | Pisc. | 12:45 | Ar. |
| Atlètic Barceloneta   | - | C.N. Terrasa       | 24 de marzo | Pisc. | 12:45 | Ar. |
| Real Canoe N.C        | - | C.N. Mataró Quadis | 24 de marzo | Pisc. | 13:15 | Ar. |
| C.N. Sant Andreu      | - | Waterpolo Navarra  | 24 de marzo | Pisc. | 18:00 | Ar. |

| C.E. Mediterrani   | - | Waterpolo Navarra     | 14 de abril | Pisc. | Indet. | Ar. |
| C.N. Molins de Rei | - | C.N. Sabadell         | 14 de abril | Pisc. | Indet. | Ar. |
| C.N. Barcelona     | - | Real Canoe N.C        | 14 de abril | Pisc. | Indet. | Ar. |
| C.N. Mataró Quadis | - | C.N. Tenerife Echeyde | 14 de abril | Pisc. | Indet. | Ar. |
| C.N. Catalunya     | - | Atlètic Barceloneta   | 14 de abril | Pisc. | Indet. | Ar. |
| C.N. Terrasa       | - | C.N. Sant Andreu      | 14 de abril | Pisc. | Indet. | Ar. |

| C.N. Sabadell         | - | C.E. Mediterrani   | 21 de abril | Pisc. | Indet. | Ar. |
| Real Canoe N.C        | - | C.N. Molins de Rei | 21 de abril | Pisc. | Indet. | Ar. |
| C.N. Tenerife Echeyde | - | C.N. Barcelona     | 21 de abril | Pisc. | Indet. | Ar. |
| Atlètic Barceloneta   | - | C.N. Mataró Quadis | 21 de abril | Pisc. | Indet. | Ar. |
| C.N. Sant Andreu      | - | C.N. Catalunya     | 21 de abril | Pisc. | Indet. | Ar. |
| Waterpolo Navarra     | - | C.N. Terrasa       | 21 de abril | Pisc. | Indet. | Ar. |

## Fase final
|  | Cuartos de final         | Cuartos de final | Cuartos de final | Cuartos de final |                          |               | Semifinales     | Semifinales     | Semifinales     | Semifinales     |                          |   | Final            | Final            | Final            | Final            |  |
|  | 1 a 6 de mayo            | 1 a 6 de mayo    | 1 a 6 de mayo    | 1 a 6 de mayo    |                          |               | 12 a 16 de mayo | 12 a 16 de mayo | 12 a 16 de mayo | 12 a 16 de mayo |                          |   | 22 al 27 de mayo | 22 al 27 de mayo | 22 al 27 de mayo | 22 al 27 de mayo |  |
|  |                          |                  |                  |                  |                          |               |                 |                 |                 |                 |                          |   |                  |                  |                  |                  |  |
|  |                          |                  |                  |                  |                          |               |                 |                 |                 |                 |                          |   |                  |                  |                  |                  |  |
|  | C.N. Atletic-Barceloneta | 18               | 17               |                  |                          |               |                 |                 |                 |                 |                          |   |                  |                  |                  |                  |  |
|  | C.N. Atletic-Barceloneta | 18               | 17               |                  |                          |               |                 |                 |                 |                 |                          |   |                  |                  |                  |                  |  |
|  | Real Canoe N.C.          | 9                | 7                |                  |                          |               |                 |                 |                 |                 |                          |   |                  |                  |                  |                  |  |
|  | Real Canoe N.C.          | 9                | 7                |                  | C.N. Atletic-Barceloneta | 15            | 11              |                 |                 |                 |                          |   |                  |                  |                  |                  |  |
|  |                          |                  |                  |                  | C.N. Atletic-Barceloneta | 15            | 11              |                 |                 |                 |                          |   |                  |                  |                  |                  |  |
|  |                          |                  | C.N. Barcelona   | 2                | 1                        |               |                 |                 |                 |                 |                          |   |                  |                  |                  |                  |  |
|  | C.N. Barcelona           | 7                | C.N. Barcelona   | 2                | 1                        | 5             |                 |                 |                 |                 |                          |   |                  |                  |                  |                  |  |
|  | C.N. Barcelona           | 7                |                  |                  |                          |               |                 |                 |                 |                 |                          |   |                  |                  |                  |                  |  |
|  | C.N. Mataró Quadis       | 6                | 4                |                  |                          |               |                 |                 |                 |                 |                          |   |                  |                  |                  |                  |  |
|  | C.N. Mataró Quadis       | 6                | 4                |                  |                          |               |                 |                 |                 |                 | C.N. Atletic-Barceloneta | 7 | 8                |                  |                  |                  |  |
|  |                          |                  |                  |                  |                          |               |                 |                 |                 |                 | C.N. Atletic-Barceloneta | 7 | 8                |                  |                  |                  |  |
|  |                          |                  | C.N. Terrasa     | 5                | 4                        |               |                 |                 |                 |                 |                          |   |                  |                  |                  |                  |  |
|  | C.N. Sabadell            | 8                | C.N. Terrasa     | 5                | 4                        | 11            | 10              |                 |                 |                 |                          |   |                  |                  |                  |                  |  |
|  | C.N. Sabadell            | 8                |                  |                  |                          |               |                 |                 |                 |                 |                          |   |                  |                  |                  |                  |  |
|  | C.E. Mediterrani         | 7                | 13               | 5                |                          |               |                 |                 |                 |                 |                          |   |                  |                  |                  |                  |  |
|  | C.E. Mediterrani         | 7                | 13               | 5                |                          | C.N. Sabadell | 6               | 10              | 6               |                 |                          |   |                  |                  |                  |                  |  |
|  |                          |                  |                  |                  |                          | C.N. Sabadell | 6               | 10              | 6               |                 |                          |   |                  |                  |                  |                  |  |
|  |                          |                  | C.N. Terrasa     | 11               | 9                        | 10            |                 |                 |                 |                 |                          |   |                  |                  |                  |                  |  |
|  | C.N. Terrasa             | 9                | C.N. Terrasa     | 11               | 9                        | 10            | 11              | 14              |                 |                 |                          |   |                  |                  |                  |                  |  |
|  | C.N. Terrasa             | 9                |                  |                  |                          |               |                 |                 |                 |                 |                          |   |                  |                  |                  |                  |  |
|  | C.N. Sant Andreu         | 11               | 9                | 4                |                          |               |                 |                 |                 |                 |                          |   |                  |                  |                  |                  |  |
|  | C.N. Sant Andreu         | 11               | 9                | 4                |                          |               |                 |                 |                 |                 |                          |   |                  |                  |                  |                  |  |
|  |                          |                  |                  |                  |                          |               |                 |                 |                 |                 |                          |   |                  |                  |                  |                  |  |

## Datos y estadísticas

### Máximos goleadores
| Pos.                                     | Jugador                        | Club                     | Goles |
| ---------------------------------------- | ------------------------------ | ------------------------ | ----- |
| 1.º                                      | Víctor Gutiérrez Santiago      | Real Canoe N.C.          | 71    |
| 2.º                                      | Alberto Barroso Macarro        | C.N. Sant Andreu         | 65    |
| 3.º                                      | Álvaro Granados Ortega         | C.N. Atletic-Barceloneta | 63    |
| 4.º                                      | German Ignacio Yáñez Domínguez | C.N. Mataró              | 53    |
| 4.º                                      | Mathieu Peisson                | C.N. Sant Andreu         | 53    |
| 6.º                                      | Óscar Carrillo Gemar           | C.N. Sabadell            | 49    |
| 7.º                                      | Bernat Sanahuja Carne          | C.N. Terrasa             | 48    |
| 8.º                                      | Víctor Flores Hernández        | C.E. Mediterrani         | 44    |
| Fuente: RFEN (actualizado el 16 de mayo) |                                |                          |       |

### Jugador de la jornada
| Jornada | Jugador          | Equipo                   |
| ------- | ---------------- | ------------------------ |
| 1.ª     | Rafael Fernández | Real Canoe N.C.          |
| 2.ª     | Eric Marsal      | C.N. Barcelona           |
| 3.ª     | Daniel López     | C.N. Atletic-Barceloneta |
| 4.ª     | Josip Vrlic      | C.N. Atletic-Barceloneta |
| 5.ª     | Diego Malnero    | C.N. Catalunya           |
| 6.ª     | Diego Tebar      | Real Canoe N.C.          |
| 7.ª     | Alberto Barroso  | C.N. Sant Andreu         |
| 8.ª     | Álvaro Granados  | C.N. Atlètic-Barceloneta |
| 9.ª     | David Carrasco   | Astralpool Sabadell      |
| 10.ª    | Fran Fernández   | C.N. Atlètic-Barceloneta |
| 11.ª    | Rafael Fernández | Real Canoe N.C.          |